# 紧急货币

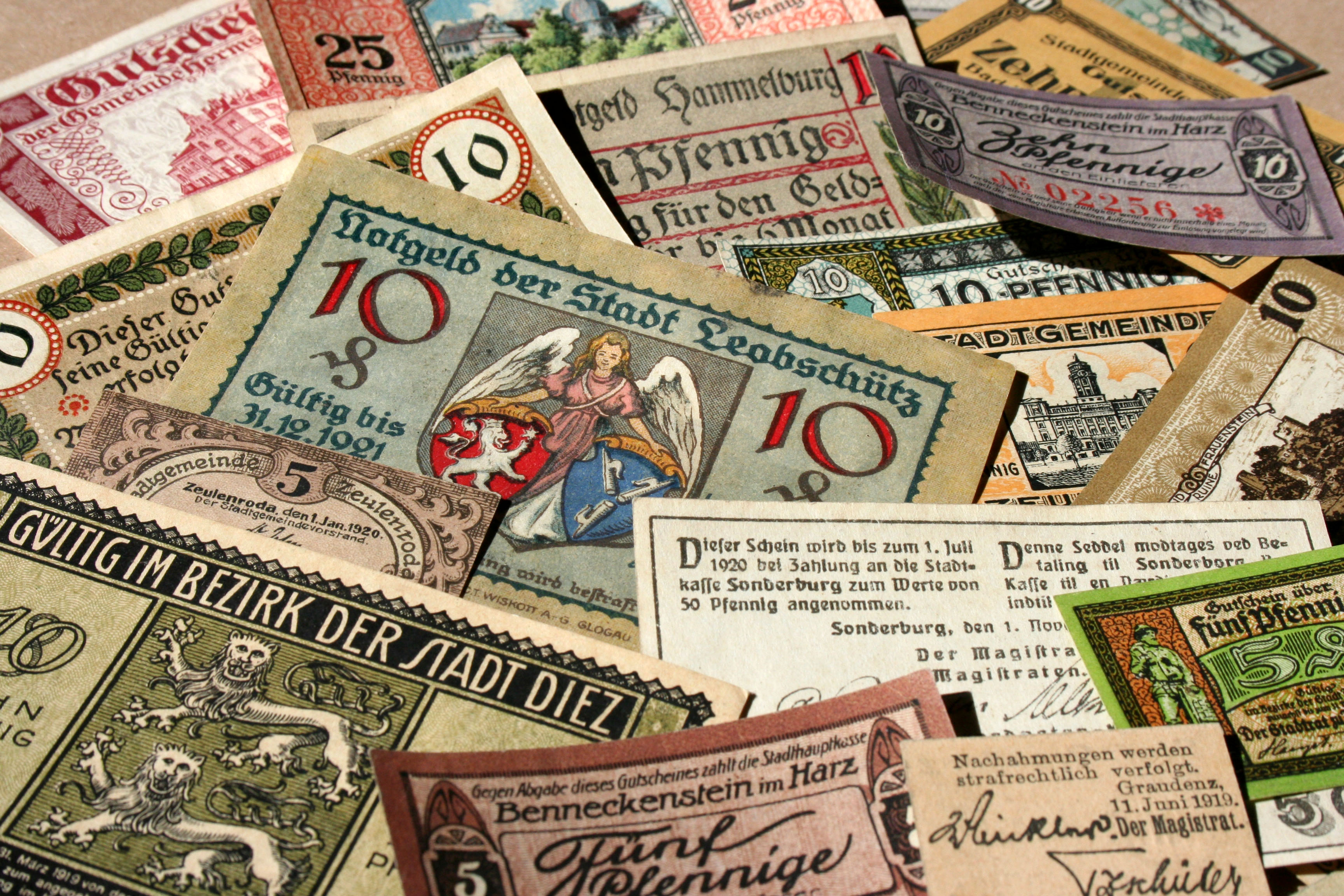
1917-19年間德国發行的紧急货币

紧急货币（德語：Notgeld）又稱应急纸币，是指一些國家的非官方批准的發行機構在一國發生经济或政治危机时期所发行的貨幣。发行机构可以是城镇的储蓄银行、市政当局以及私人或国有公司。通常發行的原因是此時中央银行已經没有足够的能力發行貨幣。其中以第一次世界大战和战间期在德国和奥地利發行的紧急货币較為知名。几乎所有發行的紧急货币都會標明流通期限。如果沒有標明流通期限，通常一段時間後發行機構会在报纸上或在发行地点宣佈已發行的紧急货币失效。
紧急货币主要以紙幣形式發行。有时也使用其他形式發行，例如硬币、皮革 、 丝绸 、麻布、木材、邮票、鋁箔紙、 煤和瓷器。